# Royal Center
Royal Center – miasto w Stanach Zjednoczonych, w stanie Indiana, w hrabstwie Cass.